# Teedia lucida
Teedia lucida är en flenörtsväxtart som först beskrevs av Soland., och fick sitt nu gällande namn av Rudolphi. Teedia lucida ingår i släktet Teedia och familjen flenörtsväxter. Inga underarter finns listade i Catalogue of Life.